# Варшавський барбакан
52°15′02″ пн. ш. 21°00′36″ сх. д. / 52.2506° пн. ш. 21.01° сх. д.

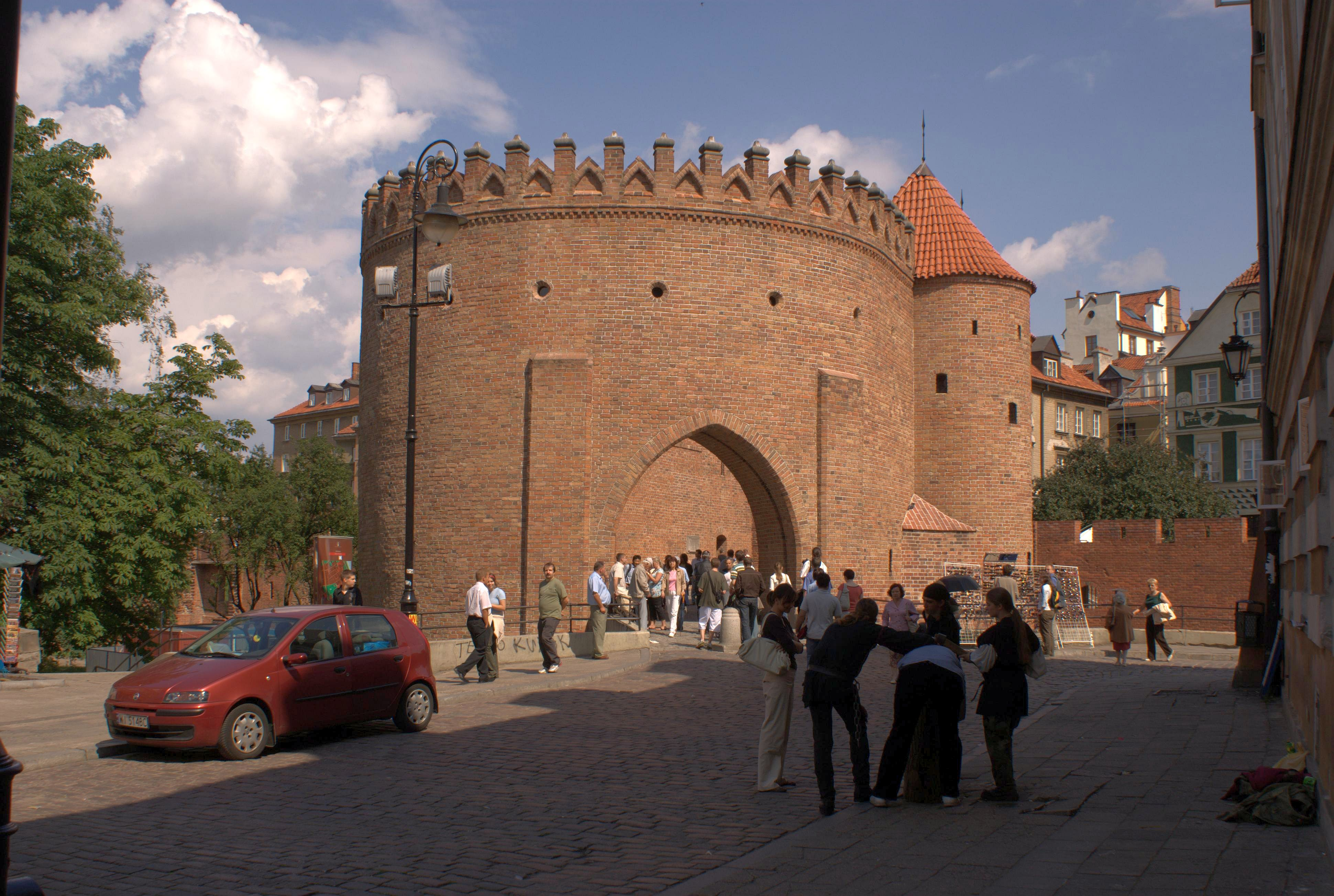
Вигляд на Варшавський барбакан.

Варшавський барбакан (пол. Barbakan w Warszawie або Barbakan Warszawski) — барбакан (напівкруглий укріплений форпост) у Варшаві, столиці Польщі, який є одним з небагатьох збережених елементів комплексу укріплень XVI століття, що оточували Варшаву. Розташований між Старим містом і Новим містом, барбакан привертає увагу численних туристів.

## Історія

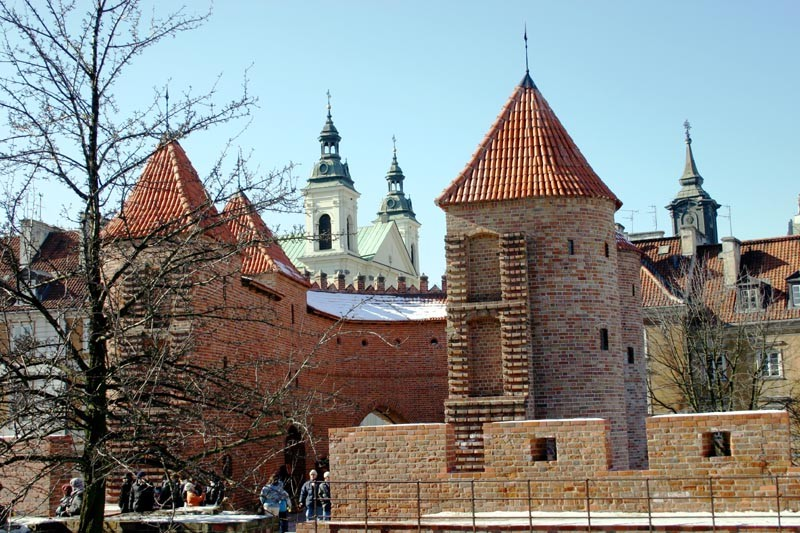
Вид на Варшавський барбакан з території Старого міста

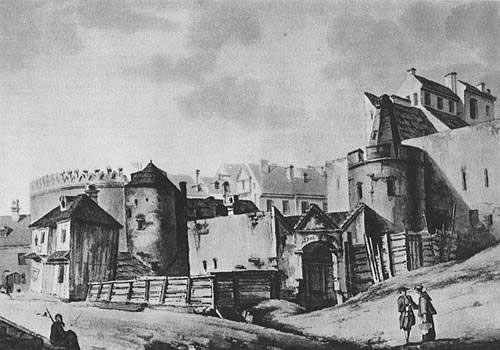
Барбакан в кінці XVIII століття. Акварель Зигмунта Фогеля.

Барбакан був споруджений в 1540 році на місці старих міських воріт за проектом венеційця Джованні Баттіста, архітектора, який жив і працював в Мазовії у XVI столітті і зіграв важливу роль у розбудові міських стін XIV століття, що були до того часу в жалюгідному стані. Барбакан мав форму трирівневого напівкруглого бастіону з підготовленими позиціями для стрільців. Він мав 14 метрів в ширину і 15 метрів у висоту від дна рову, що оточував міські стіни, і тягнувся від них назовні на 30 метрів.
Будучи тільки збудованим чотирибаштовий барбакан швидко став анахронізмом, з причини швидкого зростання потужності артилерії, для протистояння якої захисні властивості споруди були недостатні. Він був використаний лише один раз, під час шведської навали на Польщу, коли 30 червня 1656 року польська армія під проводом короля Яна II Казимира відбивала його у шведів.
У XVII столітті барбакан частково демонтували через незначущість його оборонного значення, в той час як місто потребувало великих воріт для контролю переміщення людей і товарів. У XIX столітті він став частиною новозбудованих багатоквартирних житлових споруд (пол. kamienica). У міжвоєнний час, у 1937-1938 роках, архітектор Ян Захватович відновив частину міських стін і західну частину мосту, знісши по ходу реконструкцій одну з новітніх на той час будівель. Однак обмеженість у фінансових засобах затримувала повну реконструкцію барбакану, а подальше в 1939 році вторгнення в Польщу нацистської Німеччини поставило хрест на цьому плані.
У Другій світовій війні, зокрема під час оборони Варшави 1939 року і Варшавського повстання в 1944 році барбакан був майже повністю зруйнований, як і більшість будівель Старого міста. Він був відновлений у 1952-1954 роках на основі креслень XVII століття, оскільки новий уряд вирішив використовувати його як туристичну пам'ятку, а не відновлювати на його місці колишні kamienica. У його реконструкції  використали цеглу знесених історичних будівель міст Ниса і Вроцлава; барбакан був відновлений за винятком 2 зовнішніх воріт і вежі з боку Старого міста. Нині він серед найпопулярніших туристичних місць Варшави. Барбакан і фортечні стіни — улюблене місце художників, які продають тут свої картини, а також музикантів та інших вуличних артистів.

## Див. також

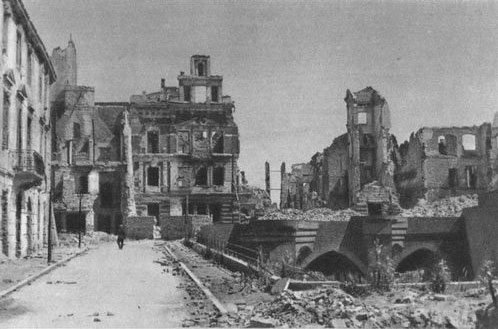
Барбакан і сусідні споруди, зруйновані у Другу світову війну.